# 郑天庸
郑天庸（1935年—2016年11月19日），天津人，毕业于天津市第一中学。中国天津人民艺术剧院话剧演员。電視代表作品《三国》的王允、《少年天子》的赫舍里·索尼。2016年11月19日晚，郑天庸因病在天津去世，享年81岁。

## 表演作品

### 电影作品
- 1986年《神鞭》 饰杨殿起
- 1993年《赌王出山》
- 1993年《穆斯林的葬礼/月落玉长河》饰梁亦清
- 2001年《和你在一起》
- 2002年《英雄》饰老仆
- 2009年《禅》饰 如净禅师

### 电视剧作品
- 1993年《杨三姐告状》饰高贵合
- 1996年《上海探戈》 饰唐永清
- 2000年《长征》饰 龙云
- 2002年《走向共和》 饰恭亲王奕訢/瞿鸿禨
- 2002年《少年天子之顺治王朝》饰索尼
- 2003年《皇太子秘史》饰索额图
- 2003年《买办之家》 饰李鸿章
- 2004年《大栅栏》饰魏元俊
- 2005年《卧薪尝胆》饰文种
- 2005年《正德演义》饰李东阳
- 2006年《死去活来/一生有你》饰 周父
- 2007年《贞观之治》饰 李纲
- 2007年《霓虹灯下的哨兵》饰 周父
- 2009年《三国》饰 司徒王允 导演：高希希
- 2009年《内线》饰 叶老爹 合作演员：孙淳、钟汉良、孙菲菲
- 2011年《辛亥革命》饰 慶親王奕劻
- 2012年《楚漢傳奇》飾 呂太公
- 2012年《大秦帝國之縱橫》飾 楚昭陽
- 2014《大清鹽商》飾 蕭裕年
- 2017年《大秦帝國之崛起》飾 楚昭陽

### 小品作品
- 《陈年老醋》
- 《富了咋办》